# Blohm & Voss BV 138
 (août 2010).
Si vous disposez d'ouvrages ou d'articles de référence ou si vous connaissez des sites web de qualité traitant du thème abordé ici, merci de compléter l'article en donnant les références utiles à sa vérifiabilité et en les liant à la section « Notes et références ».
Le Blohm & Voss BV 138 Seedrache est un hydravion bipoutre allemand trimoteur destiné aux missions de reconnaissance maritime lointaine. Il était le principal appareil de reconnaissance maritime de la Luftwaffe pendant la Seconde Guerre mondiale.

## Conception
Au début des années 1930, les chantiers navals Blohm & Voss de Hambourg étaient en difficulté compte tenu de l'annulation d'une multitude de commandes, par suite de la crise de 1929. Les dirigeants de la société décidèrent de se diversifier en créant une filiale aéronautique : Hamburger Flugzeugbau. Un des premiers projets étudié par le bureau d'étude fut celui d'un hydravion de reconnaissance maritime lointaine ; ce choix paraissait naturel, étant donné, d'une part, l'expérience des conditions de navigation de la société, et d'autre part, la communication directe des ateliers avec l'estuaire maritime de l'Elbe.
Parmi les configurations variées proposées, celle constituée d'une coque centrale et de deux travées de queue pour le soutien des gouvernails, fut choisie. Le travail de construction du modèle débuta en mars 1935. La première commande concerna un prototype désigné HA 138, pourvu de trois moteurs diesel Junkers Jumo 205C. Durant les vols d'essais, il fut constaté des défauts de stabilité directionnelle, de robustesse structurale par mer forte et des caractéristiques hydrodynamiques insuffisantes.
On décida de redessiner complètement l'appareil, en ne conservant à l'appareil que son caractère bipoutre. La coque subit un allongement, et les poutres de l'empennage arrière furent rigidifiées. A la fin des années 1930, les ateliers avaient monté 5 prototypes, que l'on pouvait équiper de tourelles défensives.

## Exploitation opérationnelle
Le premier vol, du nouvel appareil appelé BV 138, eut lieu en février 1939. Le premier ordre de production fut de 25 exemplaires. Quelques-uns furent immédiatement utilisés pendant l'occupation de la Norvège. Cette première expérience au front révéla la nécessité de renforcer la structure. À la suite de cette modification, l'appareil prit la dénomination de BV 138 B1. Il fut aussi décidé de pourvoir l'armement défensif de deux canons MG 151 de 20 mm dans les tourelles avant et arrière et d'une mitrailleuse MG 131 de 13 mm dans un poste de tir ouvert derrière le moteur central. L'armement offensif étant constitué de trois bombes de 50 kg, montées sous la section centrale de l'aile droite.
Sa silhouette caractéristique valut à cet appareil le sobriquet de « sabot volant » (der Fliegende Holzschuh).
Durant l'hiver de 1940-1941, les unités équipées de BV 138 B1, basées en Norvège, effectuèrent des missions de recherche des convois en mer du Nord et dans l'Atlantique. En mars 1941, fut mis en production un successeur amélioré, dénommé BV 138 C1, peu différent du type précédent dans ses particularités externes, doté de trois moteurs diesel à 12 cylindres opposés verticaux, Junkers jumo 205D de 880 ch.
Quelques BV 138 furent convertis en appareils chercheurs de mines et désignés BV 138 MS. Dotés d'un anneau en duralumin passant de la tourelle arrière à l'avant de l'arme de la tourelle avant, le moteur fournissait l'énergie à l'anneau. Après avoir résolu les problèmes mis en évidence par les prototypes, le BV 138 se révéla un très bon appareil opérationnel, démontrant qu'il était une robuste machine, en mesure de supporter les attaques de l'ennemi et dans quelques cas de sortir vainqueur de confrontations avec des avions plus agiles et plus rapides.

## Variantes
Prototypes

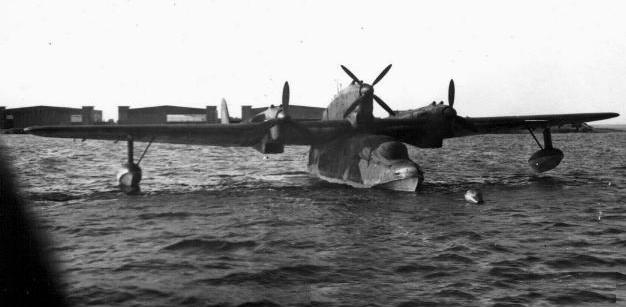
Blohm & Voss BV 138 en ancrage sur le lac Siutghiol, près de Constanta, en Roumanie en 1943.

- Ha 138 V1 (D-ARAK) – Premier vol le 15 juillet 1937
- Ha 138 V2 (D-AMOR) – Premier vol en août 1937
- Ha 138 V3 – Construction abandonnée à la suite d'un redesign

Production
- BV 138 A-01 à 06 – Avions d'essais opérationnels
- BV 138 A-1 – Vols de reconnaissance durant l'invasion de la Norvège
- BV 138 B-0 – Officiellement entré en service en octobre 1940
- BV 138 B-1 – Entré en service en novembre 1940
  - BV 138 B-1/U1
- BV 138 C-1, aussi en version chercheur de mines
  - BV 138 C-1/U
- BV 138 MS – Version chercheur de mines

## Rescapé de la guerre

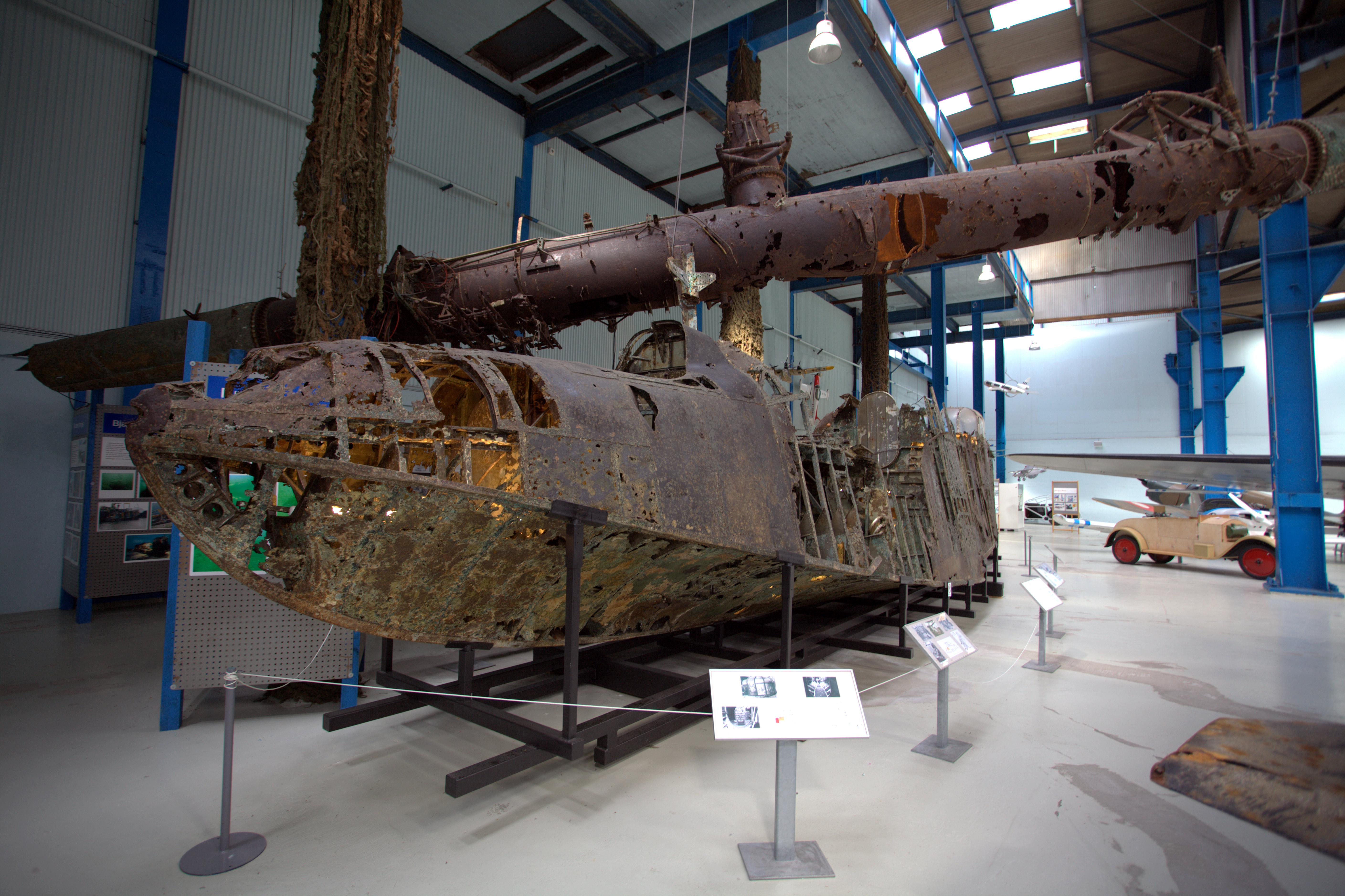
L'épave d'un Blohm & Voss BV 138 présentée au Musée national des sciences et de la technologie (Danmarks Tekniske Museum) à Elseneur, au Danemark. Le longeron d'aile est posé sur l'avion dans la même position que lorsque l'épave a été découverte dans l'Øresund, au large de Copenhague.

Il n'y a pas eu de rescapés de BV 138 après guerre. Cependant, l'épave d'un avion, coulé pendant la guerre aérienne britannique, a été ramené à la surface dans le détroit d'Øresund en 2000, et est exposé au Musée de la Technique du Danemark (Danmarks Tekniske Museum) à Elseneur.
Le 27 juin 2012, deux plongeurs (Pascale Roibu et Iulian Rusu) ont trouvé un hydravion Heinkel He 114 dans le lac Siutghiol près de Mamaia et Constanta, en Roumanie. Près de cet Heinkel 114, les deux plongeurs ont également trouvé des morceaux d'hydravion Blohm & Voss BV 138.
En juin 2013, un navire de la Commission géologique norvégienne a filmé un Blohm & Voss BV 138 à une profondeur de 35 m dans Porsangerfjorden en Norvège, non loin du port d'hydravion allemand de la Seconde guerre mondiale de Indre Billefjord.